# Qalansawe
Qalansawe (auch Qalansuwa; arabisch قلنسوة, DMG Qalansuwa; hebräisch קלנסוה) ist eine Stadt im Zentralbezirk von Israel und liegt etwa vier Kilometer westlich des Westjordanlands im Meschullasch und 14 Kilometer östlich des Mittelmeers. 2018 hatte die Stadt eine Gesamtbevölkerung von 22.788. Damit gehört sie zu den 100 größten Städten des Landes.

## Geschichte
Anfang des 12. Jahrhunderts bestand im Königreich Jerusalem der Kreuzfahrer die Ortschaft Calensué im Schutze der Kreuzfahrerburg Calansue im Besitz des Herren von Bethsan. Da Bethsan weit entfernt lag, wurde der Ort aber faktisch von Caesarea aus verwaltet. Am 8. April 1128 wurde Calensué vom Kastellan Godefroi de Flujeac in Anwesenheit König Balduins II. von Jerusalem an den Hospitaliterorden der Johanniter abgetreten. Die Abtretung wurde wenig später von Johann von Bethsan und dessen Sohn Hugo bestätigt, ebenso 1131 durch Walter von Caesarea.
Nach der Schlacht bei Hattin 1187 fiel Calensué in den Herrschaftsbereich des Ayyubiden-Sultans Saladin. Wahrscheinlich wurde Calensué 1191, als der Dritte Kreuzzug unter Richard Löwenherz Arsuf zurückeroberte, ebenfalls wieder von den Kreuzfahrern besetzt, aber erst für das Jahr 1207 lässt sich belegen, dass die Johanniterritter wieder eine Garnison in Calensué unterhielten.
1265 wurde Calensué von den Mamluken erobert. Diese teilten das Ortsgebiet unter zwei Emiren auf, wodurch Calensué zu Gunsten des fünf Kilometer weiter südlich gelegenen Tira an Bedeutung einbüßte.
Heute sind die Reste der Kreuzfahrerburg von neueren Gebäuden überbaut. Erkennbar sind heute noch die überbauten Reste eines Turmes, unterirdischen Gewölbehallen und darüber eine befestigte Halle. Sie dient heute als ʿAli-bin-Abi-Ṭalib-Moschee.

## Bevölkerung
| Alter           | Anteil an der Gesamtbevölkerung |
| --------------- | ------------------------------- |
| Unter 19 Jahre  | 53 %                            |
| 20 bis 29 Jahre | 17 %                            |
| 30 bis 44 Jahre | 18 %                            |
| 45 bis 59 Jahre | 8 %                             |
| Über 60 Jahre   | 4 %                             |

Im Jahre 2001 bestand Qalansawa zu 52 % aus Männern und zu 48 % aus Frauen.